# .cat
.cat je garantovaná doména nejvyššího řádu schválená v září 2005 organizací ICANN. Od 13. do 21. dubna 2006 probíhala uzavřená registrace vybraných subjektů, od 23. dubna 2006 je k dispozici komukoliv, kdo splní určené podmínky. Doména je určena pro zvýraznění katalánského jazyka a kultury. Je garantována organizací Associació puntCAT.

## Omezení
Jedinou možností je, že by tyto stránky byly psané v katalánštině nebo se týkaly katalánské kultury. Uvádělo se, že ICANN výslovně nepovolilo registrovat stránky, které se týkají koček (anglicky cat), nicméně tato zpráva pouze byla zveřejněna v písemné žádosti společnosti puntCAT.